# Augusto Hurtado
Augusto Hurtado Vargas (fl. XX secolo) è stato un pallanuotista cileno, che ha partecipato alle Olimpiadi estive di Londra 1948.